# Скринько Василь Григорович
Василь Григорович Скринько (11 серпня 1912 — 10 листопада 1984) — радянський офіцер-танкіст, Герой Радянського Союзу (1945).

## Біографія
Народився 11 серпня 1912 року в селі Боромля нині Тростянецького району Сумської області України. Українець. Закінчив 7 класів. Працював у колгоспі ковалем.
У Червоній Армії з 1934 року. У 1940 році закінчив Орджонікідзевське військове училище, в 1941 році — бронетанкові курси удосконалення командного складу.
У діючій армії з травня 1942 року. Воював на Калінінському, Брянськом і 1-му Українському фронтах.
Командир танкового батальйону 61-ї гвардійської Свердловсько-Львівській Червонопрапорної танкової бригади гвардії капітан В. Г. Скринько, діючи в складі передового загону бригади, 20 січня 1945 року зломив опір ворожого заслону в районі міста Бурзенін (Польща). Із взводом танків захопив підготовлений до вибуху міст через річку Варта і розміновував його. Своїми діями сприяв виконанню поставленого завдання бригадою.
10 квітня 1945 року гвардії капітану Скриньку Василю Григоровичу присвоєно звання Героя Радянського Союзу.
З 1946 року капітан В. Г. Скринько в запасі. Жив і працював у рідному селі. Помер 10 листопада 1984 року.

## Нагороди, пам'ять
Нагороджений також орденами
- Леніна
- Червоного Прапора
- Богдана Хмельницького 3-го ступеня

Ім'я В. Г. Скринька вибито на анотаційній дошці з іменами земляків — Героїв Радянського Союзу та повних кавалерів ордена Слави в місті Тростянці.